# 8 maj
8 maj är den 128:e dagen på året i den gregorianska kalendern (129:e under skottår). Det återstår 237 dagar av året.

## Återkommande bemärkelsedagar

### Festdagar
- Västeuropa, USA och Kanada: Segerdagen (till minne av andra världskrigets slut i Europa 1945; dagen firas i Ryssland dagen därpå)

## Namnsdagar

### I den svenska almanackan
- Nuvarande – Åke
- Föregående i bokstavsordning
  - Akatius – Namnet fanns, till minne av en kristen martyr, som blev halshuggen i Konstantinopel på 300-talet, på dagens datum före 1901, då det utgick och ersattes av det likljudande Åke.
  - Ove – Namnet infördes 1986 på 15 april. 1993 flyttades det till dagens datum och 2001 till 13 februari, där det har funnits sedan dess.
  - Åge – Namnet infördes på dagens datum 1986, men utgick 1993.
  - Ågot – Namnet infördes på dagens datum 1986, men utgick 1993.
  - Åke – Namnet förekom på dagens datum redan på 1700-talet, men infördes där definitivt 1901, då det ersatte det likljudande Akatius, och har funnits där sedan dess.
- Föregående i kronologisk ordning
  - Före 1901 – Akatius och (tidvis) Åke
  - 1901–1985 – Åke
  - 1986–1992 – Åke, Åge och Ågot
  - 1993–2000 – Åke och Ove
  - Från 2001 – Åke
- Källor
  - Brylla, Eva (red.): Namnlängdsboken, Norstedts ordbok, Stockholm, 2000. ISBN 91-7227-204-X
  - af Klintberg, Bengt: Namnen i almanackan, Norstedts ordbok, Stockholm, 2001. ISBN 91-7227-292-9

### Finlandssvenska almanackan
- Nuvarande från 1929[1] – Åke
- I föregående revideringar[a][2]
  - inga ändringar sedan 1929

## Händelser
- 1319 – Vid den norske kungen Håkon Magnussons död ärvs den norska tronen av hans treårige dotterson Magnus Eriksson, som är son till Håkons dotter Ingeborg och den svenske hertigen Erik Magnusson, som året före har avlidit i fångenskap på Nyköpingshus. Den 8 juli samma år väljs den treårige Magnus även till kung av Sverige och de båda länderna går därför i personalunion, som varar till 1343. Med Håkon dör den sista ättlingen till den gamla Hårfagreätten, som har innehaft Norges tron i nära 450 år (sedan omkring 872).
- 1721 – Sedan Clemens XI har avlidit den 19 mars väljs Michelangelo dei Conti till påve och tar namnet Innocentius XIII.[3]
- 1886 – När Atlanta och Fulton i den amerikanska delstaten Georgia inför spritförbud tvingas apotekaren John Pemberton lansera en alkoholfri variant av sin patentmedicin French Wine Coca, som han har sålt sedan året före. Han börjar denna dag sälja den alkoholfria varianten för 5 cent per glas och lanserar den under namnet Coca-Cola. Den blir sedermera en läskedryck och idag är företaget The Coca-Cola Company världsledande inom läskbranschen.
- 1945 – Nazitysklands ovillkorliga kapitulation, som avslutar andra världskriget i Europa, har undertecknats i den franska staden Reims dagen före, men då det sovjetiska sändebudet där inte hade fullmakt att ta emot Tysklands kapitulation genomförs en ny kapitulationsceremoni i Berlin denna dag. 8 maj firas därför av de allierade som Segerdagen, förutom i Östeuropa och Sovjet (numera Ryssland), då dagen istället firas dagen därpå, eftersom tidsskillnaden mellan Berlin och Moskva gör att det redan har hunnit bli 9 maj i den sovjetiska huvudstaden, när kapitulationen undertecknas.
- 1970 – Den brittiska popgruppen Beatles utger sin sista skiva Let It Be. Detta sker knappt en månad efter att gruppen den 10 april officiellt har splittrats, sedan både John Lennon och George Harrison har lämnat den.
- 1978 – Den italienske bergsbestigaren Reinhold Messner och österrikiske Peter Habeler blir de första, som bestiger och når toppen av världens högsta berg Mount Everest utan syrgas. Två år senare gör Messner om bedriften ensam.
- 1989 – Ett trafikflygplan kraschlandar i samband med landning på Oskarshamns flygplats i Småland. Samtliga 16 ombordvarande omkommer, däribland den socialdemokratiske politikern John-Olof Persson.
- 1992 – Den svenska Nordbanken, som strax innan har bildats genom att PKbanken har köpt upp den gamla Nordbanken, har efter uppköpet drabbats av stora finansiella problem. Denna dag räddas banken från konkurs, genom att svenska staten insätter 20 miljarder kronor som stöd till den. Nordbanken får under den svenska finanskrisen i början av 1990-talet motta totalt 63 av de 65 miljarder, som staten avsätter till att rädda banksektorn från kollaps.

## Födda
- 1492 – Andrea Alciati, italiensk jurist
- 1521 – Petrus Canisius, tysk jesuit, kyrkolärare och helgon
- 1639 – Baciccia, italiensk barockmålare
- 1653 – Claude Louis Hector de Villars, fransk generalfältmarskalk
- 1710 – Peter Anton von Verschaffelt, flamländsk skulptör och arkitekt
- 1726 – Peter Hernqvist, svensk professor
- 1786 – Jean-Marie Vianney, fransk katolsk församlingspräst och helgon
- 1787 – Stephen Decatur Miller, amerikansk nullifiistisk politiker, guvernör i South Carolina 1828–1830 och senator för samma delstat 1831–1833
- 1818 – Mathilda Indebetou, svensk konsertsångerska
- 1825 – George Bruce Malleson, anglo-indisk militär och historiker
- 1828
  - Henri Dunant, schweizisk affärsman och socialaktivist, grundare av humanitärorganisationen Röda Korset, mottagare av Nobels fredspris 1901
  - Charbel Makhlouf, libanesisk präst, munk och helgon
- 1837 – Alphonse Legros, fransk-brittisk konstnär
- 1842 – Emil Christian Hansen, dansk mykolog och fysiolog
- 1862 – Emilie Rathou, svensk frisinnad publicist, nykterhetsförkämpe och feminist, grundare av kvinno- och nykterhetsorganisationen Vita bandet
- 1864 – Clarence W. Watson, amerikansk demokratisk politiker och industrialist, senator för West Virginia 1911–1913
- 1876 – Ludvig Karsten, norsk målare
- 1884 – Harry S. Truman, amerikansk demokratisk politiker, senator för Missouri 1935–1945, USA:s vicepresident 1945 och president 1945–1953
- 1896
  - Leif Amble-Næss, svensk-norsk skådespelare och regissör
  - Gertrud Danielsson, svensk skådespelare
- 1898 – Alojzije Stepinac, kroatisk saligförklarad präst och kardinal
- 1899 – Friedrich von Hayek, brittisk ekonom och politisk filosof, mottagare av Sveriges riksbanks pris i ekonomisk vetenskap till Alfred Nobels minne 1974
- 1902 – André Lwoff, fransk mikrobiolog, mottagare av Nobelpriset i fysiologi eller medicin 1965
- 1903 – Fernand Contandin, fransk skådespelare, komiker och sångare med artistnamnet Fernandel
- 1905
  - Einar Jonsson, svensk fabriksarbetare och socialdemokratisk riksdagspolitiker
  - Red Nichols, amerikansk jazzmusiker och orkesterledare
- 1906
  - Åke Askner, svensk skådespelare
  - Roberto Rossellini, italiensk regissör, producent och manusförfattare
- 1909 – Lennart Bernadotte, svensk greve, prins till 1932
- 1912
  - George Woodcock, kanadensisk författare och anarkist
  - Dagny Carlsson, svensk bloggare
- 1914 – Romain Gary, fransk författare, diplomat och regissör
- 1916 – João Havelange, brasiliansk industriledare och fotbollsfunktionär, president för fotbollsorganisationen Fifa 1974–1998
- 1919 – Lex Barker, amerikansk skådespelare
- 1920 – Saul Bass, amerikansk grafisk formgivare
- 1922 – Bernardin Gantin, beninsk kardinal
- 1926 – David Attenborough, brittisk naturfilmare, zoolog, författare och tv-programledare
- 1928 – Hans Sackemark, svensk skådespelare och producent
- 1932 – Sonny Liston, amerikansk boxare
- 1934 – Lena Madsén, svensk skådespelare och mannekäng
- 1936 – James R. Thompson, amerikansk republikansk politiker och jurist, guvernör i Illinois 1977–1991
- 1937 – Dennis DeConcini, amerikansk demokratisk politiker, senator för Arizona 1977–1995
- 1943 – Tomas von Brömssen, svensk skådespelare
- 1944 – Paul Gadd, brittisk sångare med artistnamnet Gary Glitter
- 1945
  - Keith Jarrett, amerikansk jazzpianist och kompositör
  - Bjarne Lundqvist, svensk musiker, trumslagare i grupperna Flamingokvintetten och Streaplers
- 1947 – H. Robert Horvitz, amerikansk biolog, mottagare av Nobelpriset i fysiologi eller medicin 2002
- 1951 – Vern Buchanan, amerikansk republikansk politiker, kongressledamot 2007–
- 1955 – Ásgeir Sigurvinsson, isländsk fotbollsspelare och -tränare
- 1963 – Michel Gondry, fransk regissör
- 1964
  - Dave Rowntree, brittisk trumslagare, medlem i gruppen Blur
  - Niels Jensen, svensk skådespelare, sångare, låtskrivare och videoregissör
- 1966 – Rafael Edholm, svensk skådespelare, regissör, manusförfattare och fotomodell
- 1968
  - Annika Andersson, svensk skådespelare och komiker
  - Johan Pehrson, svensk politiker, partiordförande för Liberalerna 2022–, statsråd 2022–
- 1970 – Mattias Silvell, svensk skådespelare
- 1972
  - Darren Hayes, australisk musiker, sångare i gruppen Savage Garden 1997–2001
  - Ray Whitney, kanadensisk ishockeyspelare
- 1975 – Enrique Iglesias, spansk sångare
- 1977 – Joe Bonamassa, amerikansk bluesgitarrist och sångare
- 1978 – Josie Maran, amerikansk fotomodell och skådespelare
- 1981 – Björn Dixgård, svensk sångare och gitarrist, medlem i gruppen Mando Diao
- 1984 – Jennifer Pareja, spansk vattenpolospelare

## Avlidna
- 535 – Johannes II, omkring 65, påve sedan 533
- 615 – Bonifatius IV, omkring 65, påve sedan 608 (död denna dag eller 25 maj)
- 685 – Benedictus II, omkring 50, påve sedan 684
- 1220 – Rikissa av Danmark, omkring 30, Sveriges drottning 1210–1216 (gift med Erik Knutsson)
- 1319 – Håkon Magnusson, omkring 49, kung av Norge sedan 1299
- 1671 – Sébastien Bourdon, 55, fransk barockmålare och -gravör
- 1715 – Marie Mancini, 75, italiensk författare och adelsdam
- 1753 – Maximilian, 63, lantgreve av Hessen-Kassel
- 1785 – Étienne François de Choiseul, 72, fransk politiker, ambassadör och statsråd
- 1794 – Antoine Lavoisier, 50, fransk kemist och naturforskare, känd som ”den moderna kemins fader” (avrättad)
- 1860 – Horace Hayman Wilson, 73, anglo-indisk ämbetsman, universitetslärare och sanskritlärd
- 1873 – John Stuart Mill, 67, brittisk filosof, nationalekonom och liberal ideolog
- 1880 – Gustave Flaubert, 58, fransk författare inom realismen
- 1903 – Paul Gauguin, 54, fransk målare, skulptör och grafiker
- 1909 – Friedrich August von Holstein, 72, tysk diplomat och statsman
- 1927 – Georg Grönroos, 41, finländsk skådespelare
- 1936
  - Oswald Spengler, 55, tysk filosof och konservativ politisk teoretiker
  - Nils Robert af Ursin, 82, finländsk skolman och politiker, partiledare för de finländska Socialdemokraterna 1899–1900
- 1941 – Tore Svennberg, 83, svensk skådespelare och teaterchef, chef för Dramaten 1922–1928
- 1944 – Carl Ericsson, 84, svensk jurist och liberal politiker
- 1945 – Wilhelm Rediess, 44, tysk SS-officer
- 1960 – Hugo Alfvén, 88, svensk tonsättare, violinist, körledare, dirigent och målare
- 1961 – Signe Kolthoff, 80, svensk skådespelare och sångare
- 1968 – Ludde Juberg, 84, svensk skådespelare och teaterledare
- 1975 – Avery Brundage, 87, amerikansk idrottsledare, president i Internationella olympiska kommittén 1952–1972
- 1979 – Talcott Parsons, 76, amerikansk sociolog
- 1982 – Gilles Villeneuve, 32, kanadensisk racerförare
- 1989 – John-Olof Persson, 50, svensk socialdemokratisk politiker, finansborgarråd i Stockholms stad 1973–1976 och 1979–1986
- 1994 – George Peppard, 65, amerikansk skådespelare
- 1997 – Jan Blomberg, 62, svensk skådespelare och röstskådespelare
- 1999 – Dirk Bogarde, 77, brittisk skådespelare
- 2009 – Sven-Eric Nilsson, 83, svensk jurist och socialdemokratisk politiker, statsråd 1964–1973
- 2011 – Arkadij Vaksberg, 77, rysk jurist, författare, dramaturg och journalist
- 2012
  - Nicholas Katzenbach, 90, amerikansk jurist och politiker, USA:s justitieminister 1965–1966
  - Maurice Sendak, 83, amerikansk barn- och ungdomsförfattare
- 2013
  - Bryan Forbes, 86, brittisk regissör, skådespelare och författare
  - Brita Malmer, 87, svensk arkeolog och numismatiker
- 2014
  - Yago Lamela, 36, spansk friidrottare
  - Joseph P. Teasdale, 78, amerikansk demokratisk politiker, Missouris guvernör 1977–1981
- 2016 – Werner von Seydlitz, 88, svensk ingenjör och företagsledare
- 2022 – Bengt "Bengan" Johansson, 79, svensk handbollstränare